# Бэнем, Рейчел
Рейчел Бэнем (англ. Rachel Banham; род. 15 июля 1993 года, Миннеаполис, штат Миннесота, США) — американская профессиональная баскетболистка, которая выступает в команде женской национальной баскетбольной ассоциации «Чикаго Скай». Была выбрана на драфте ВНБА 2016 года в первом раунде под общим четвёртым номером командой «Коннектикут Сан». Играет на позиции разыгрывающего защитника.

## Ранние годы
Рейчел Бэнем родилась 15 июля 1993 года в городе Миннеаполис (штат Миннесота) в семье Дона и Мел Бэнем, у неё есть два брата, Коул и Блейк, и сестра, Пейдж, а училась в соседнем городе Лейквилл в средней школе Лейквилл-Норт, где выступала за местную баскетбольную команду.